# Cervera del Maestre
Cervera del Maestre település Spanyolországban, Castellón tartományban. Cervera del Maestre Càlig, La Jana, Peníscola, La Salzadella, San Jorge, Sant Mateu, Santa Magdalena de Pulpis és Traiguera községekkel határos. Lakosainak száma 643 fő (2024).

## Népesség
A település népessége az elmúlt években az alábbi módon változott:
| Lakosok száma | 688  | 640  | 680  | 730  | 727  | 644  | 642  | 575  | 577  | 643  |
|               | 2001 | 2004 | 2006 | 2009 | 2011 | 2014 | 2016 | 2019 | 2021 | 2024 |